# Adrapsa incertalis
Adrapsa incertalis là một loài bướm đêm trong họ Noctuidae.